# بويان بوبوفيتش
بويان بوبوفيتش (بالصربية: Бојан Поповић) مواليد 13 فبراير 1983 في بلغراد، جمهورية صربيا الاشتراكية، هو لاعب كرة سلة صربي. بدأ مسيرته الاحترافية في سنة 2001. يبلغ طوله 6 قدم 3 بوصة (1.9 م). حقق المركز الأول في الألعاب الجامعية الصيفية 2003.

## المسيرة الاحترافية
لعب مع دينامو موسكو من سنة 2005 إلى 2007، ثم لعب مع بالونكيستو مالقا في الدوري الإسباني في موسم 2007–2008، ثم لعب مع سان سباستيان غيبوثكوا بي سي في موسم 2008–2009، ثم لعب مع ليتوفوس رايتس في موسم 2009–2010، ثم لعب مع أنادولو إفيس في سنة 2010، ثم لعب مع إشبيلية في الدوري الإسباني في موسم 2010–2011، ثم لعب مع أليكانتي في سنة 2011، ثم لعب مع ريد ستار في موسم 2011–2012، ثم لعب مع أكاديميك في سنة 2013.

## الميداليات
| الميدالية | المسابقة                         |
| --------- | -------------------------------- |
| ذهبية     | الألعاب الجامعية الصيفية 2003    |
| فضية      | بطولة أمم أوروبا لكرة السلة 2009 |

## روابط خارجية
- بويان بوبوفيتش على موقع الاتحاد الدولي لكرة السلة (الإنجليزية)
- بويان بوبوفيتش على موقع الدوري الأوروبي لكرة السلة (الإنجليزية)
- بويان بوبوفيتش على موقع الدوري الإسباني لكرة السلة (الإسبانية)
- بويان بوبوفيتش على موقع كرة السلة الأوروبية.كوم (الإنجليزية)
- بويان بوبوفيتش على موقع ريلجم (الإنجليزية)
- بويان بوبوفيتش على موقع بروبوليرز (الإنجليزية)
- بويان بوبوفيتش على موقع سبورتس رفرنس (الإنجليزية)